# Dějiny Švýcarska

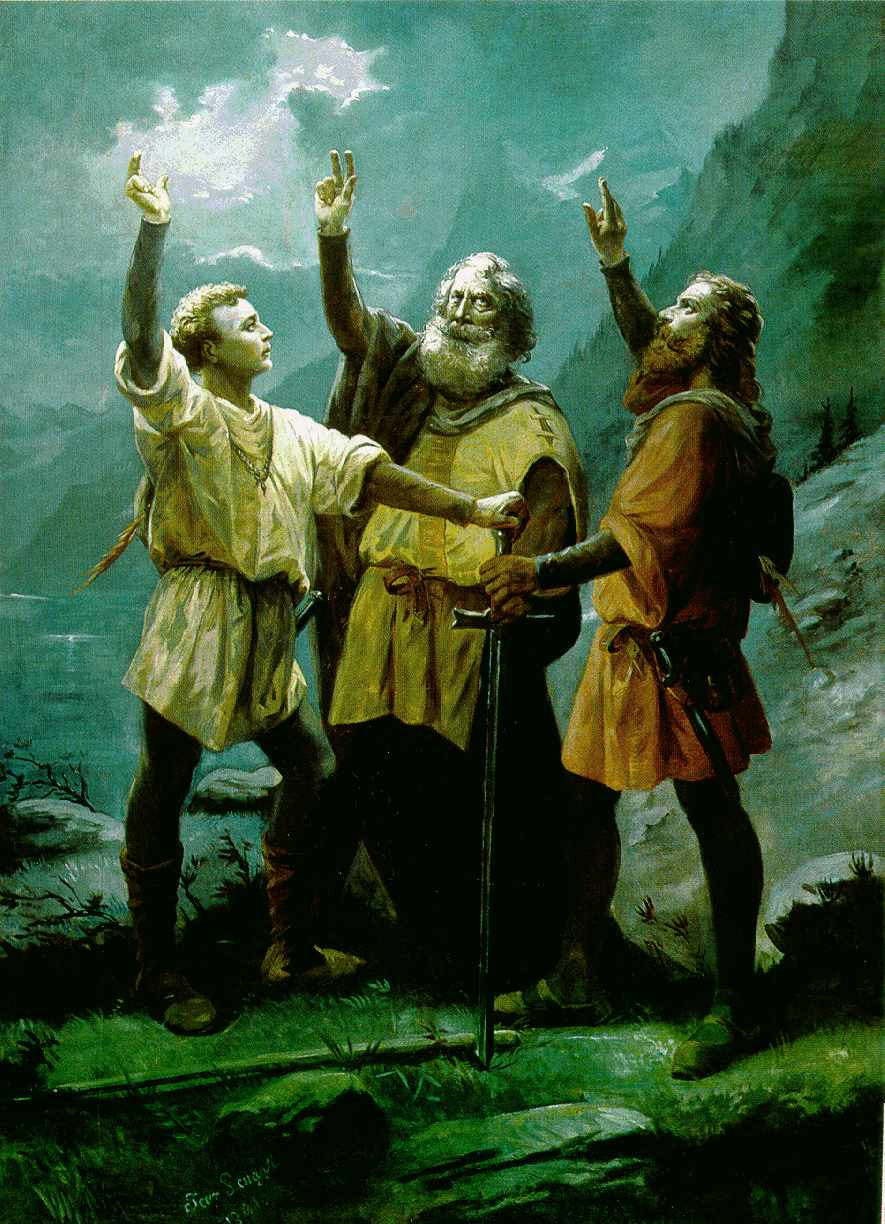
Idealizovaná podoba složení přísahy při vytvoření Staré švýcarské konfederace roku 1291.

Během dějin Švýcarska sídlilo na jeho území několik národů. Po prvních obyvatelích sem přišli Keltové, po nich Germáni. Oblast Švýcarska byla po určitou dobu součástí Římské říše a po jejím rozpadu říše Franské. Od roku 1291 se začalo vytvářet konfederační společenství zvané Švýcarské spříseženstvo, které bylo složené z většího počtu prakticky samostatných celků zvaných kantony a dlouho i dalších celků s různou mírou autonomie či podřízenosti na jednotlivých kantonech. V 16. století proběhla v části Švýcarska náboženská reformace. V období novověku často švýcarští žoldnéři bojovali v armádách evropských velmocí. Během třicetileté války a později zůstala většina Švýcarska neutrální, až roku 1798 bylo vtaženo do vojenského konfliktu a jeho území obsadila vojska revoluční Francie. Na území Švýcarska byla vyhlášena centralizovaná Helvétská republika. Po pádu Napoleona bylo obnoveno původní Švýcarsko, jež navíc získalo nová území. V první i druhé světové válce zůstali Švýcaři neutrální. Od roku 2002 je Švýcarsko členem OSN.

## Raná historie

Územní růst Švýcarska

Archeologické nálezy ve Švýcarsku naznačují přítomnost lovců a sběračů v nížinách na sever od Alp již v období pozdního paleolitu. V neolitickém období bylo území celkem hustě zalidněno a pozůstatky obydlí zbudovaných na kůlech nad hladinou vody pocházejících z doby bronzové (kolem roku 3800 př. n. l.) byly nalezeny v mělkých vodách mnoha jezer. Kolem roku 1500 př. n. l. osídlily oblast keltské kmeny, přičemž západní oblasti osídlili Helvéti, zatímco východní část území Rétové.
Roku 58 př. n. l. se Helvéti snažili uniknout přicházejícím germánským kmenům přesunutím se do Galie, ale byli poraženi u Bibracte armádami Julia Caesara a poté posláni zpět na svá původní území. Alpská oblast byla přičleněna k Římské říši a v následujících staletích se zde prosazovala silná romanizace. Správní středisko oblasti se nacházelo ve městě Aventicum (dnes Avenches). Roku 259 přišli na zdejší území Alemani poté, co pronikli přes limes a usadili se na hranici s Římskou říší.
První křesťanská biskupství byla založena ve 4. století. Spolu s pádem Západořímské říše přišly do oblasti germánské kmeny. Burgundové zabrali západní část země, zatímco se kelto-románská populace stáhla na severu do hor před postupem Alamanů. Burgundsko se roku 534 stalo součástí Franské říše a o dva roky později čekal stejný osud i vévodství Alemanů. V oblasti pod kontrolou Alamanů zůstaly zachovány pouze malé skupinky křesťanů a nové rozšíření křesťanské víry proběhlo až na počátku 7. století zásluhou irských mnichů.
Za vlády Karlovců stále více rostl vliv leníků a oporou vládní moci se tedy staly kláštery a biskupství. Verdunská smlouva rozdělující tehdejší Franskou říši mezi vnuky Karla Velikého (843) přisoudila Horní Burgundsko (západní část dnešního Švýcarska) Středofranské a Alemanii (jeho východní část) Východofranské říši (té vládl Ludvík Němec a později se měla přetvořit ve Svatou říši římskou).
V 10. století spolu s oslabením moci Karlovců vydrancovali Saracéni Valais a na druhé straně Maďaři zničili roku 917 Basilej a o devět let později i St. Gallen. Až po vítězství římského krále Oty I. nad Maďary v bitvě na řece Lechu roku 955 bylo švýcarské území znovu připojeno k říši.

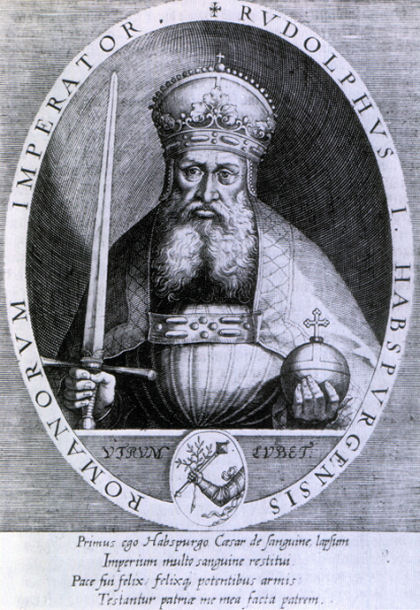
Rudolf I. Habsburský

Ve 12. století získali Zähringenští vévodové moc nad částí burgundského území, které v té době pokrývalo západní oblast novodobého Švýcarska. Ti zde založili mnoho měst, mezi jinými i Fribourg (1157) a Bern (1191). Zähringenský rod vymřel roku 1218 Berchtoldem V. a jejich městům byl záhy nato přisouzen statut svobodného říšského města, zatímco o vesnické oblasti mezi sebou soupeřili vévodové z Kyburgu a Habsburkové.
V době panování rodu Štaufů se staly alpské průsmyky a zejména průsmyk svatého Gotharda důležitou obchodní stezkou. Oblasti Uri a Schwyz získaly v první polovině 13. století postavení svobodného říšského léna, aby tak umožnila přímou kontrolu říše nad tímto průsmykem. Většina Unterwaldenu v této době patřila klášterům, které již dříve také získaly v rámci říše svobodu.
Vymření rodu Kyburgů umožnilo Habsburkům získat většinu území na jih od Rýna pod svou kontrolu a pomohlo jim silnější postavení. Rudolfu I. Habsburskému, který se roku 1273 stal římským králem, se podařilo zrušit dosavadní nezávislé postavení tří lesních kantonů Uri, Schwyzu a Unterwaldenu. Ty tak ztratily svoji samostatnost a byly řízeny správci.

## Stará konfederace

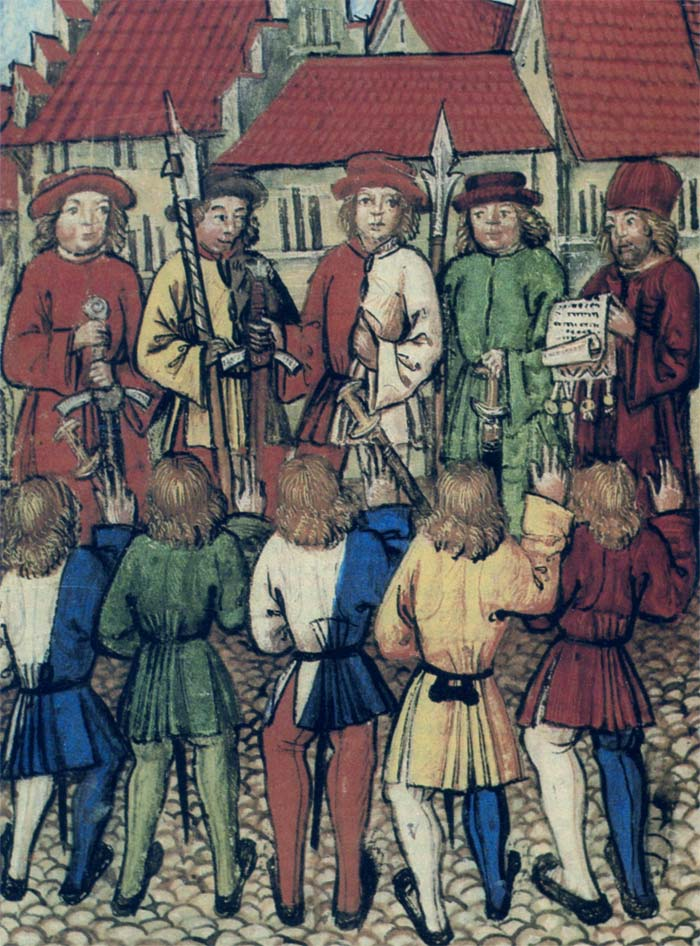
Představitelé Curychu skládají slib věrnosti před zástupci švýcarské konfederace (1351)

Roku 1291 se kantony Uri, Schwyz a Unterwalden spikly proti Habsburkům. Jejich spojenectví, základ Staré švýcarské konfederace, bylo zaznamenáno ve Federální chartě, jež byla pravděpodobně sepsána až ve 14. století. Spolek byl úspěšný – v bitvách u Morgartenu roku 1315 a Sempachu roku 1386 Švýcaři porazili habsburskou armádu a umožnili tak další existenci konfederace ve Svaté říši římské.
Do roku 1353 se k původním kantonům přidaly další – Glarus a Zug a městské státy Lucern, Curych a Bern, čímž vznikla Stará konfederace, která v této podobě setrvala po většinu 15. století. Ve 40. letech 15. století byl Curych z konfederace načas vypuzen kvůli rozbrojům týkajícím se území Toggenburgu (takzvaná stará curyšská válka). Připojení dalších členů vedlo k významnému posílení moci a bohatství spolku, zejména díky vítězstvím nad burgundským vévodou Karlem Smělým během 70. let 15. století a také úspěchu švýcarských žoldnéřů. Od roku 1481 se ke spolku začaly připojovat další kantony.
Švýcarské vítězství nad Švábskou ligou roku 1499 přispělo k faktické nezávislosti na Svaté říši římské. Roku 1506 zavedl papež Julius II. švýcarskou gardu, jež slouží papežství dodnes. Růst spolku a pověst neporazitelnosti jeho armády utrpěly první šrámy v prohrané bitvě u Marignana roku 1515.

## Reformace a třicetiletá válka

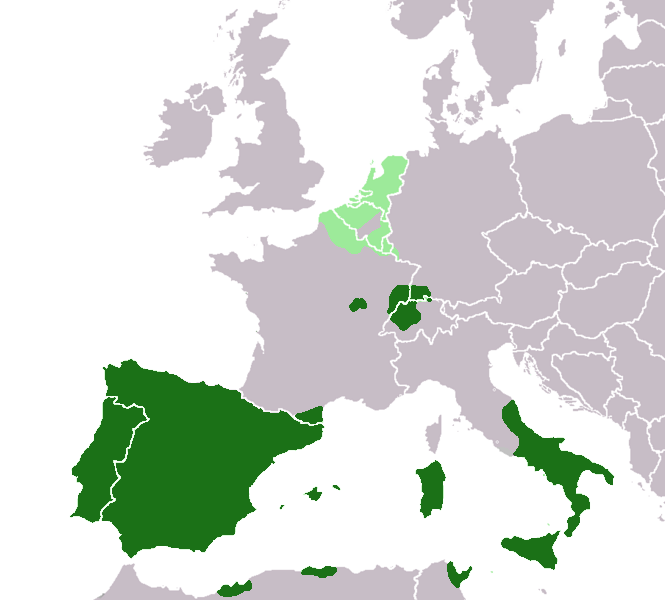
Část území dnešního Švýcarska byla kolem roku 1580 pod vládou Španělů

V 16. století se v Curychu odehrály významné změny v obecním životě a státních záležitostech způsobené náboženskou reformací Huldrycha Zwingliho (1523), který pro svoje plány získal podporu curyšských konšelů a obyvatelstva. Reformace se poté rozšířila do dalších pěti kantonů, zatímco pět zbývajících zůstaly u katolické víry. To vedlo k válkám mezi těmito kantony v letech 1529 a 1531. Zwingli na jednom z bojišť této války zemřel.
Během třicetileté války se převážná část Švýcarska tomuto konfliktu vyhnula, zejména díky tomu, že většina hlavních mocností Evropy závisela na švýcarských žoldácích a tyto velmoci by tedy nedovolily, aby se Švýcarska zmocnil některý z jejich rivalů. Místo toho se snažily získat na politické dění ve Švýcarsku určitý vliv, a to prostřednictvím žoldnéřských velitelů, například Jörga Jenatsche nebo Johana Rudolfa Wettsteina.

## Po vestfálském míru

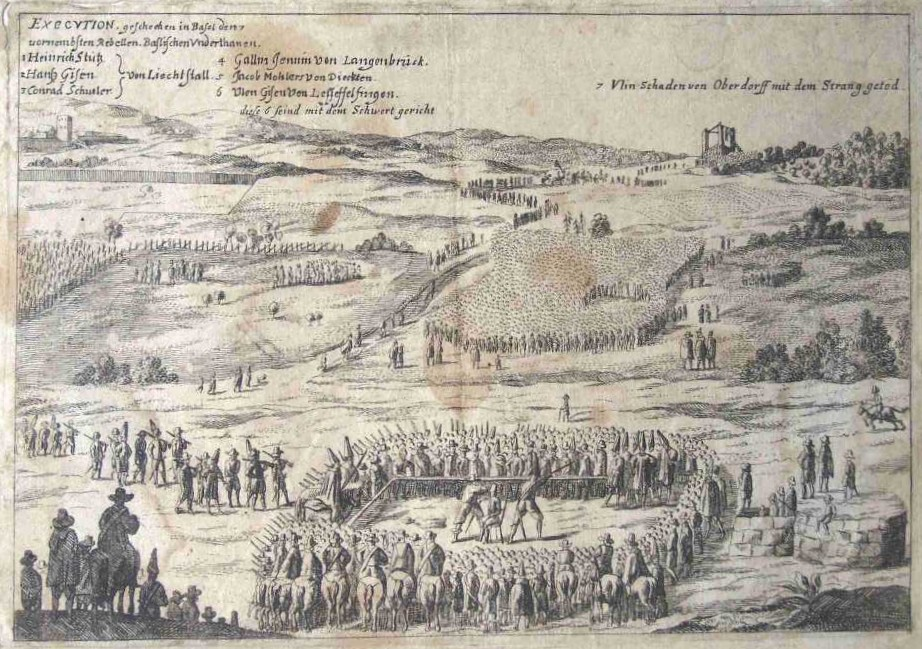
Poprava vůdců selského povstání z roku 1653

Vestfálský mír z roku 1648 právně potvrdil nezávislost Švýcarska na Svaté říši římské. Roku 1653 se vzbouřili sedláci na územích patřících kantonům Lucern, Bern, Solothurn a Basilej. Důvodem bylo znehodnocení měny. Přestože nakonec v této švýcarské selské válce zvítězily vládnoucí vrstvy, byly později provedeny určité daňové reformy, což v dlouhodobém měřítku znemožnilo vytvoření absolutistické formy vlády jako v některých jiných evropských zemích. Nadále však jednotu státu ohrožovaly náboženské spory, které vyvrcholily bitvami u Villmergenu roku 1656 a 1712.

## Napoleonské období a restaurace

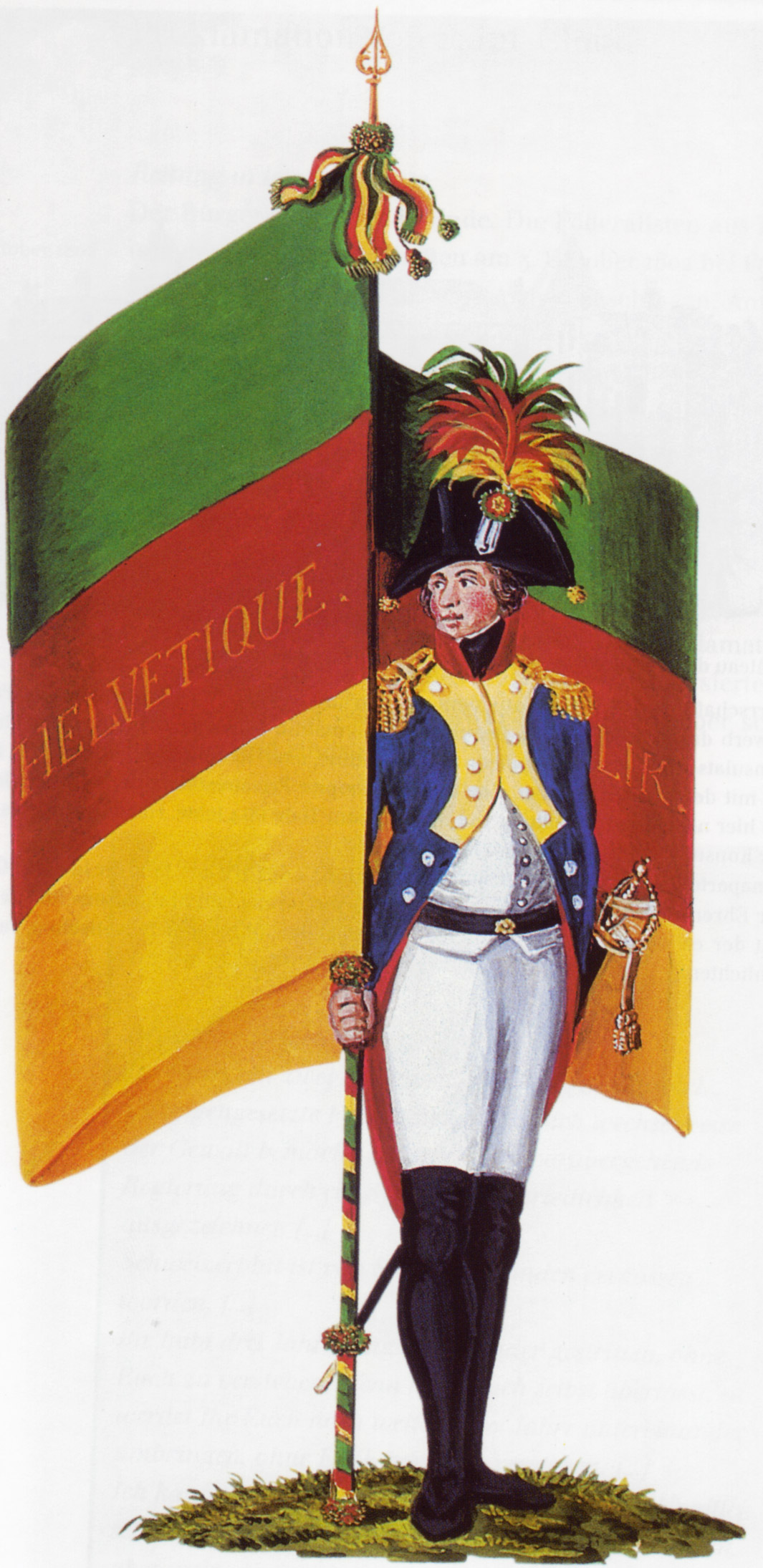
Vlajka Helvétské republiky

Během francouzských revolučních válek postupovaly revoluční armády na východ, čímž jejich jednotky během válečných akcí proti habsburské monarchii obklopily Švýcarsko z obou stran. Roku 1798 bylo Švýcarsko úplně obsazeno Francií a stalo se centralizovanou Helvétskou republikou, v níž kantony přišly o autonomii a zároveň došlo ke zredukování jejich počtu. Helvétská republika byla státem vytvořeným cizí mocí a její přežití záviselo pouze na francouzských jednotkách. Její neoblíbený režim musel čelit mnoha hospodářským a politickým problémům a mimo jiné i opakovaným povstáním.
Proti centralistické ústavě Helvétské republiky se zvedl odpor a tak Napoleon nakonec roku 1803 udělil Švýcarsku novou ústavu zvanou mediační akta, jíž obnovil autonomii kantonů, jakož i zrušené kantony, a učinil plnoprávnými kantony i původně celá staletí závislá nebo spojenecká území Aargau, Thurgau, Graubünden, St. Gallen, Vaud a Ticino.
Vídeňský kongres roku 1815 úplně obnovil švýcarskou nezávislost a evropské mocnosti souhlasily s trvalým uznáním švýcarské neutrality. V tomto období se územní rozsah Švýcarska opět zvýšil o nové kantony Valais, Neuchâtel a Ženeva.

## Švýcarsko federativním státem
Roku 1847 vypukla mezi katolickými a protestantskými kantony občanská válka. Její přímou příčinou byla zvláštní dohoda (Sonderbund) mezi katolickými kantony. Válka trvala asi měsíc a vyžádala si méně než 100 obětí. Krom menších nepokojů to byl poslední ozbrojený konflikt na švýcarském území.
Důsledkem této války přijalo Švýcarsko roku 1848 federalistickou ústavu, přičemž roku 1874 ji ještě ve velkém měřítku rozšířilo. Federální vláda nyní měla na starost obranu, obchod a zákonodárství, přičemž všechny ostatní rozhodovací kompetence nadále zůstaly v rukou vlád jednotlivých kantonů. Od té doby a po většinu 20. století Švýcarsko pokračovalo v kladném vývoji v oblasti politiky, hospodářství a společnosti.

## Období světových válek
Velmoci během první světové války respektovaly švýcarskou neutralitu a Švýcarsko tak do války nijak významněji nezasáhlo, přestože byla jeho neutralita ohrožena Grimmovou–Hoffmannovou aférou.

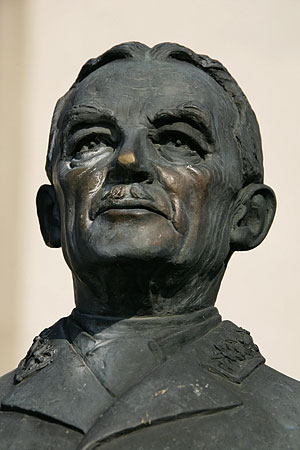
Pomník Henriho Guisana v Avenches

Během druhé světové války Němci vypracovali detailní invazní plány, ale útok na Švýcarsko nakonec nikdy podniknut nebyl. Zemi se podařilo zůstat nezávislou díky vojenskému zastrašování, ekonomickým ústupkům Německu a příznivé shodě náhod, protože významnější události zapříčinily posunutí invaze na pozdější dobu. Pokusy malé švýcarské nacistické strany provést anšlus s Německem naprosto ztroskotal, hlavně kvůli švýcarskému multikulturnímu dědictví, silnému smyslu pro národní identitu a dlouhé tradici přímé demokracie a občanských svobod. Pod vedením generála Henri Guisana proběhla mobilizace a byla přepracována švýcarská vojenská strategie. Místo snahy udržet nepřítele u hranic a ochranu hospodářského srdce země se armáda měla soustředit do těžko přístupných, dobře zásobených a chráněných pozic umístěných vysoko v Alpách zvaných Réduit. Švýcarsko bylo za války také důležitou základnou špionáže obou stran a často sloužilo jako prostředník při vyjednávání sil Osy a Spojenců.

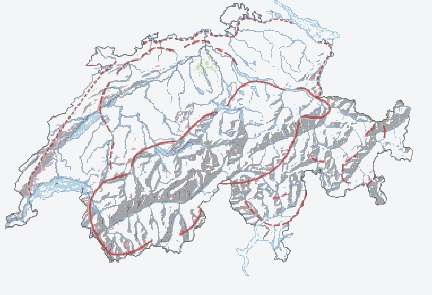
Mapa švýcarského opevnění během druhé světové války (Réduit)

Švýcarský obchod podléhal jak blokádě Spojenců, tak Osy. Obě strany zároveň zvyšovaly svůj tlak na Švýcarsko, aby s jejich soupeřem neobchodovalo. Hospodářská spolupráce a míra kreditu s Třetí říší se různil podle toho, nakolik hrozila invaze, a dostupnosti jiných obchodních partnerů. Ústupky říši dosáhly vrcholu poté, co byl přerušen důležitý železniční spoj do vichistické Francie roku 1942, což ponechalo Švýcarsko v úplném obklíčení Osou. Švýcarsko záviselo na dovozu z poloviny ze své spotřeby potravin a téměř úplně se spotřebou paliva. Zároveň ale kontrolovalo důležitou železniční linku mezi Itálií a Německem procházející Alpami. Nejvýznamnější výrobky vyvážené ze Švýcarska během války představovaly složité strojní součástky, hodinky, safírová ložiska (užívané v zaměřovačích na shazování pum), elektřina a mléčné výrobky. Po dobu války se švýcarský frank stal jedinou významnou volně směnitelnou měnou na světě a jak Spojenci, tak Osa prodávali značné množství zlata Švýcarské národní bance výměnou za švýcarské franky a další zahraniční měny. Stovky milionů franků byly zaplaceny za zlaté rezervy zabavené z centrálních bank a velkých podniků okupovaných zemí. 581 000 franků „melmerského“ zlata získaného od obětí holokaustu ve východní Evropě se prodalo švýcarským bankám. Celkově přispěl obchod mezi Německem a Švýcarskem zhruba 0,5% k německému válečnému úsilí, ale významněji válku neprodloužil.

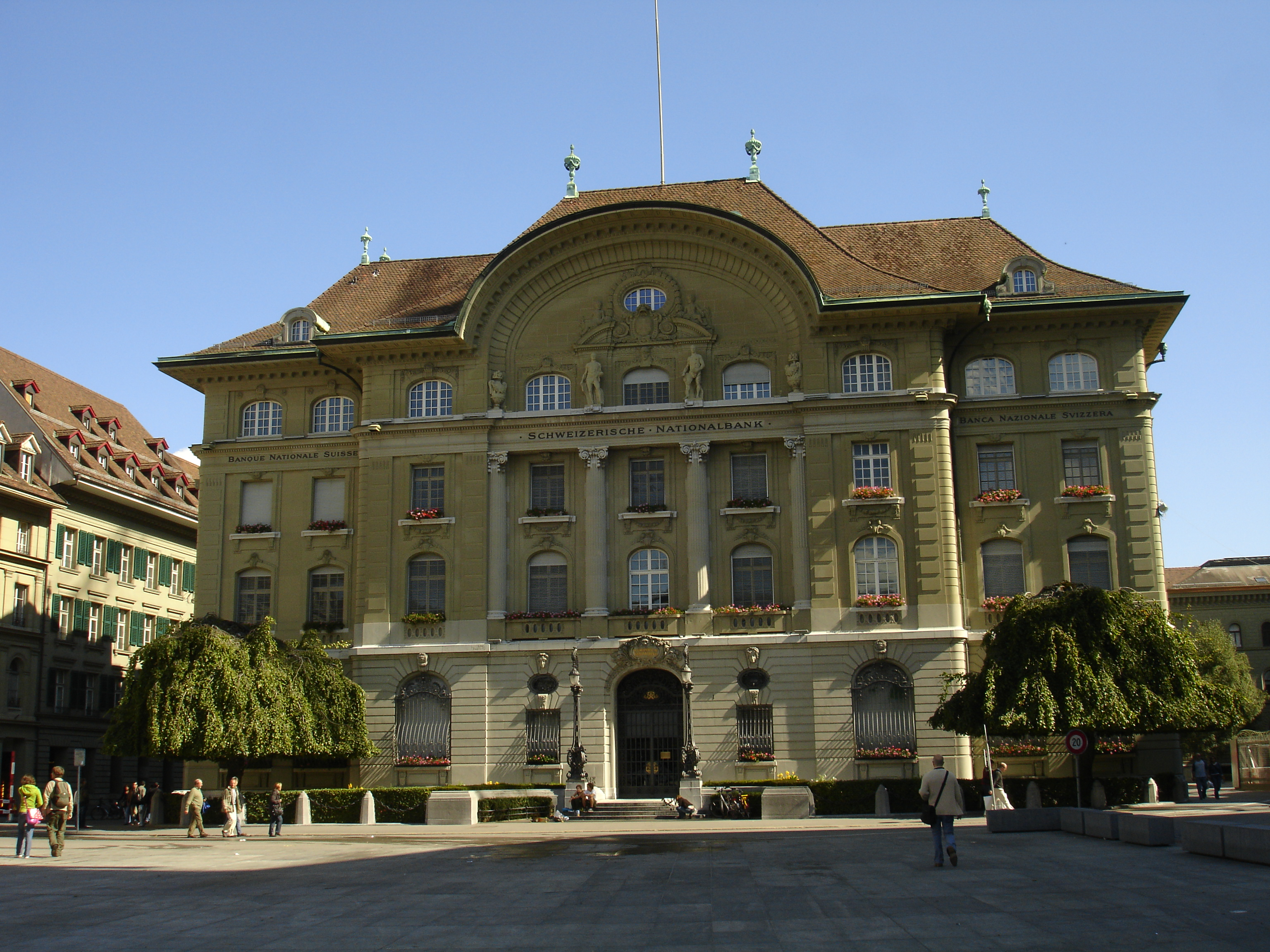
Sídlo Švýcarské národní banky v Bernu

Po dobu trvání války přijalo Švýcarsko 300 000 uprchlíků. 104 000 z nich byly zahraniční jednotky přijaté na základě Práv a povinností neutrálních mocností zmíněných v Haagských konvencích. Zbytek byli zahraniční občané, kteří byli přijati, případně jim byla udělena povolení vládami kantonů. Uprchlíkům nebylo dovoleno vstoupit do zaměstnání. 60 000 uprchlíků byli civilisté snažící se uniknout útlaku nacistů, z nichž přes 26 000–27 000 byli Židé. Asi 10 000 až 25 000 uprchlíkům byl odmítnut přístup. Na počátku války mělo Švýcarsko židovskou populaci čítající 18 000 až 28 000 z celkového počtu 4 milionů obyvatel.
Během trvání konfliktu se švýcarské obyvatelstvo částečně rozdělilo do několika názorových skupin. Někteří byli pacifisty. Další zaujali postavení podle mezinárodního kapitalismu nebo komunismu. Ostatní se řadili ke své jazykové skupině, takže někteří z francouzsky mluvících kantonů se stavěli pro Spojence, někteří z německy mluvících oblastí zase pro Osu. Německy mluvící oblasti se v oblasti jazyka posunuly dále od standardní spisovné němčiny, kterou se mluvilo v Německu, a více se zaměřily na místní švýcarské dialekty.
V 90. letech 20. století kontroverze ohledně žaloby Světového židovského kongresu proti švýcarským bankám kvůli židovskému majetku na bankovních účtech pocházejících z období Holokaustu podnítila švýcarskou vládu k vytvoření nejnovější směrodatné studie o švýcarské spolupráci s nacistickým režimem. Konečná zpráva práce mezinárodních učenců, známých jako Bergierova komise, byla vydána roku 2002.

## Po roce 1945

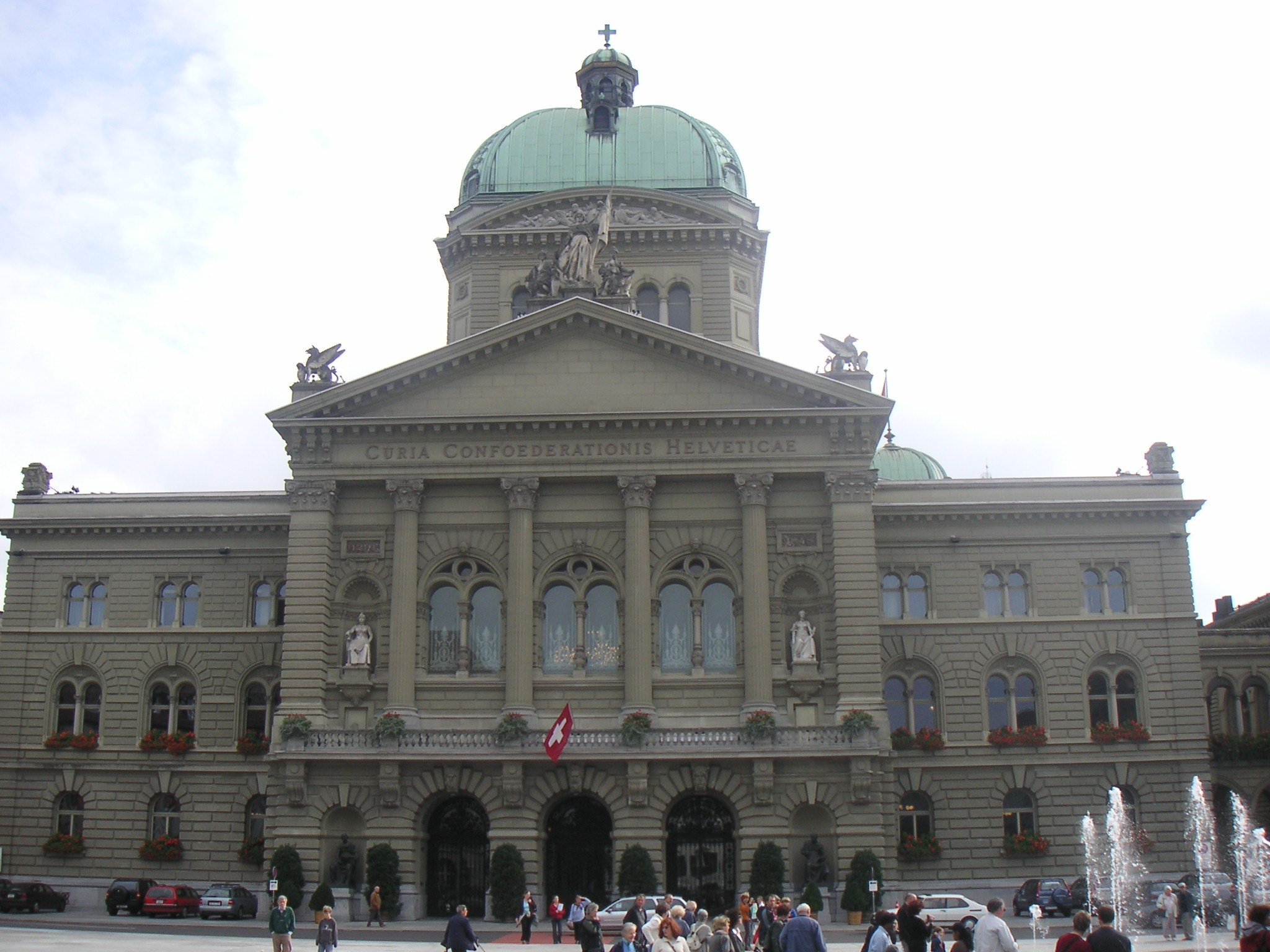
Sídlo parlamentu a vlády Švýcarska v Bernu

Po válce zvažovala švýcarská vláda konstrukci vlastní atomové bomby. Vedoucí jaderní fyzici Federálního institutu technologie jako například Paul Scherrer umožnili tento plán případně realizovat a roku 1958 obyvatelstvo v referendu hlasovalo ve prospěch vytvoření bomby. Avšak Smlouva o nešíření jaderných zbraní z roku 1968 se zdála být vhodným řešením a bomba tak nikdy zkonstruována nebyla.
Od roku 1959 je Spolková rada, volená parlamentem, složená z členů čtyř velkých politických stran, protestantských Svobodných demokratů, katolických Křesťanských demokratů, levicových Sociálních demokratů a pravicové Lidové strany, čímž vytváří politický systém bez větší parlamentní opozice, který odráží silnou roli opozice v přímé demokracii.
Roku 1963 se Švýcarsko začlenilo do Rady Evropy. Až roku 1971 získaly ženy volební právo na spolkové úrovni a dodatek zaručující ženám stejná práva jako mužům byl ratifikován o deset let později. Na konci 70. let části kantonu Bern získaly nezávislost a vytvořily nový kanton zvaný Jura (tzv. Jurská otázka).
Role Švýcarska v mnoha mezinárodních organizacích pomohla změnit názor země na neutralitu. Roku 2002 se Švýcarsko oficiálně stalo členem OSN, jako jediná země na základě kladného výsledku lidového hlasování.
Švýcarsko není členem Evropské unie, ale od roku 1995 je spolu s Lichtenštejnskem územím Evropské unie obepnuto ze všech stran. Roku 2005 se země připojila k Schengenské dohodě a Dublinským konvencím, opět na základě lidového hlasování.
Během Ruské invaze na Ukrajinu přijala balík sankcí, které Evropské unie uvalila na Rusko (týkají se omezení ruského přístupu ke kapitálu, míří rovněž na energetiku, dopravu či obchod). Zároveň uvalila finanční sankce proti ruskému prezidentovi, premiérovi, šéfovi ruské diplomacie a také 5 ruským (nejmenovaným) oligarchům, kteří údajně mají k ruskému prezidentovi velmi blízko. S tím také vyjádřila svou solidaritu vůči Ukrajině. 

## Historický přehled
| Období               | Rok       | Událost |
| -------------------- | --------- | --- |
| 1. století př. n. l. |           | Helvéciové a Rétové byli podrobeni Římany, území Švýcarska se stalo součástí říše římské (Raetie, Galie)                                                                                                  |
|                      | 47 n. l.  | otevřena cesta přes Velký Svatobernardský průsmyk |
|                      | 406–407   | severní a východní Švýcarsko bylo obsazeno Alamany |
| pol. 5. století      |           | západní část Švýcarska (oblast Ženevy) byla středem Burgundského království |
|                      | 532–843   | Burgundské království je součástí franské říše |
|                      | ~ 814     | založen klášter St. Gallen |
| 1. pol. 8. století   |           | franská vláda upevňuje vliv nad alamanskou částí Švýcarska (St. Gallen, Chur) |
|                      | 843       | verdunská smlouva o rozdělení území Švýcarska (větší část připadla císaři Leotharu I., severovýchodní část připojena k severofrancké říši)                                                                |
|                      | 888       | vznik království Welfů (původně jurské království) ve středním a západním Švýcarsku |
| od 10. století       |           | Švýcarsko se stává opět součástí Burgundského království |
| 10. století          |           | Alamanie (vévodství švábské) se stává součástí německého království |
| 10.–11. století      |           | expanze rodu Habsburků (hrabata z Aargau) |
|                      | 1033      | Burgundské království bylo přičleněno k římsko-německé říši |
| 12. století          |           | Švýcarsko se stává součástí Arelatského království |
| 1. pol. 13. století  |           | • otevření cesty z Porýní do Lombardie přes Svatý Gallen • císař Fridrich II. Štaufský udělil svobodu alpským údolím v Uri, městům Lucern, Bern a Curych                                                  |
|                      | 1245–1262 | • válka Habsburků s kantonem Schwyz, později Uri a Unterwalden • vznik prvního spojenectví proti habsburské nadvládě                                                                                      |
|                      | 1264      | Habsburkové se stali pozemskými hrabaty ve středním Švýcarsku |
|                      | 1291      | • kantony Schwyz, Uri a Unterwalden (Obwalden) uzavírají „Věčný spolek na obranu proti Habsburkům“ • spolek je základem švýcarské konfederace                                                             |
|                      | 1309      | císař Jindřich VII. Lucemburský uznává spojení tří kantonů |
|                      | 1315      | porážka Habsburků v bitvě u Morgartenu |
|                      | 1316      | císař Ludvík IV. Bavor potvrzuje samostatnost švýcarských kantonů |
|                      | 1332      | ke spříseženstvu se přidává Lucern s právy kantonu |
|                      | 1351      | ke spříseženstvu se přidává Curych s právy kantonu |
|                      | 1353      | ke spříseženstvu se přidává Bern s právy kantonu |
|                      | 1354      | • Habsburkové neúspěšně obléhali Curych • Albrecht II. Rakouský (Habsburský) se s pomocí císaře Karla IV. pokouší porazit tzv. Věčný svazek                                                               |
|                      | 1361      | Karel IV. uznává právoplatnost švýcarského spříseženstva |
|                      | 1370      | byl vydán „Pfaffenský dopis“, který vyhlašoval první zákony konfederace |
|                      | 1385      | v Konstancii založen spolek spříseženstva s některými německými městy |
|                      | 1386      | v bitvě u Sempachu byl poražen rakouský vévoda Leopold III. |
|                      | 1388      | Habsburkové byli poraženi v bitvě u Nälesu |
|                      | 1389      | Habsburkové uzavřeli se Švýcary mír na 20 let |
|                      | 1393      | v „Semplašském dopise“ byly vyhlášeny další zákony konfederace |
|                      | 1394      | Habsburkové prodlužují se Švýcary mír na dalších 20 let |
|                      | 1412      | • Habsburkové prodlužují se Švýcary mír na dalších 50 let • Habsburské državy byly omezeny na Aargavsko a Thurgavsko                                                                                      |
|                      | 1415      | Aargavsko se stalo součástí spříseženstva i s hradem Habsburg |
|                      | 1439–1444 | proběhla tzv. „stará“ curyšská válka Curychu proti kantonu Schwyz |
|                      | 1450      | ukončené spojenectví Curychu s císařem Fridrichem III. |
|                      | 1463–1467 | probíhají burgundské války |
|                      | 1470      | • Habsburkové přišli o poslední državy na švýcarském území • rakouský arcivévoda se snaží udržet vliv a původní poměry                                                                                    |
|                      | 1474      | • dohodnuto „věčné vyrovnání“ s rakouským arcivévodou Fridrichem V. (císař Fridrich III.) • uzavřeno spojenectví s lotrinským vévodou a proti Karlu Smělému, burgundská vojska byla poražena u Héricourtu |
|                      | 1476      | burgundská vojska byla poražena u Grandsonu (kanton Vaud) a Murtenu |
|                      | 1477      | vojska Karla Smělého byla Švýcary poražena u Nancy |
|                      | 1489      | probíhají rolnická povstání okolo Curychu |
|                      | 1499      | • válka s císařem Maxmiliánem I. a švábským spolkem, císařské vojsko bylo poraženo u Dornachu • basilejský mír zajistil Švýcarsku nezávislost na říši                                                     |
|                      | 1501      | města Basilej a Schaffhausen se stávají členy spříseženstva |
|                      | 1511      | Švýcarsko se stává členem svaté ligy |
|                      | 1511–1516 | • probíhá válka s Francií • Švýcaři získali území v severní Itálii |
|                      | 1515      | • francouzský král František I. Francouzský zvítězil v bitvě u Marignana • rolnické povstání v severních kantonech                                                                                        |
|                      | 1516      | první vystoupení U. Zwingliho, reformátor |
|                      | 1523–1525 | • rolnické nepokoje a povstání v severním a západním Švýcarsku • vliv německé selské války |
|                      | 1526      | • začátek reformace v západním Švýcarsku • Ženeva se stává členem spříseženstva |
|                      | 1529–1531 | • náboženské války, po vítězství katolických kantonů zabit U. Zwingli • zastaven postup národních reforem                                                                                                 |
|                      | 1536      | do Ženevy přichází teolog Jan Kalvín |
|                      | 1553      | upálen M. Servet |
|                      | 1566      | vydána Confessio Helvetica posterior „helvétská konfese“ společná konfese kalvinistů a zwingliánů |
|                      | 1620      | protestantské povstání v Graubündenu |
|                      | 1648      | vestfálský mír mezinárodně uznává švýcarskou suverenitu |
|                      | 1655–1656 | válka mezi katolickými kantony Curych a Bern, ukončena kompromisem |
|                      | 1685      | do Švýcarska přichází francouzští hugenoti (asi 60 000) a usídlují se |
|                      | 1712      | válka mezi protestantskými a katolickými kantony • katolická vojska byla poražena u Villmergenu • v nábožensky smíšených oblastech byl ustanoven princip parita€parity, posílení vlivu protestantů        |
|                      | 1737–1738 | v Ženevě dochází k povstání chudinského obyvatelstva |
|                      | 1761–1762 | založena osvícená Helvetská společnost |
|                      | 1787      | H. B. Saussure (přírodovědec) podnikl první expedici na Mont Blanc |
|                      | 1790      | v Paříži byl založen Helvétský klub |
|                      | 1796      | tajná jednání švýcarských vlastenců s francouzským direktoriem |
|                      | 1798      | • počátek dubna: francouzská vojska vstoupila na švýcarské území • 12. duben: v Aarau vyhlášena Helvétská republika • 18. srpen: Helvétská republika uzavřela spojenectví s Francií                       |
|                      | 1799      | ve Švýcarsku se střetla francouzská vojska a vojska 2. protifrancouzské koalice |
|                      | 1802      | 27. února: vstupuje v platnost druhá Helvetská ústava, tzv. „Malmaisoinská konstituce“ |
|                      | 1803      | 19. února: Aktem o mediaci zrušena Helvétská republika s platností od 10. března (obnovení předchozího stavu)                                                                                             |
|                      | 1813      | 29. prosince: po porážce Napoleona u Lipska byl švýcarským spolkovým sněmem zrušen Akt o mediaci a vyhlášena neutralita                                                                                   |
|                      | 1814      | září: byla vypracována nová spolková dohoda |
|                      | 1815      | • 20. května: Vídeňský kongres ve zvláštní deklaraci přiznal „věčnou“ neutralitu Švýcarska • ke Švýcarsku byla připojena Ženeva, kantony Valais a Neuchâtel                                               |
|                      | 1830–1833 | probíhá hnutí za liberizaci (představitelé: Siebner Konkordat, Sarnerbund) |
|                      | 1845      | vytvořen Sonderbund |
|                      | 1847      | • občanská válka ve které vítězí odpůrci Sonderbundu v čele s G. H. Dufourem • zrušení Sonderbundu • vypracována nová ústava pro celé Švýcarsko                                                           |
|                      | 1848      | schválení nové ústavy, vytvořen spolkový stát (částečně podle amerického vzoru) |
|                      | 1857      | ukončení spojení personální unie Neuchâtelu s Pruskem |
|                      | 1866      | kongres I. internacionály v Ženevě |
|                      | 1872      | revize švýcarské ústavy |
|                      | 1874      | 31. ledna: přijata nová ústava konfederace |
|                      | 1917      | demonstrace pod vlivem VŘSR |
|                      | 1919      | Versailleská mírová smlouva potvrzuje neutralitu Švýcarska |
|                      | 1920      | Švýcarsko se stává členem Společnosti národů |
|                      | 1936      | Švýcarsko vyhlašuje neomezenou neutralitu |
|                      | 1938      | • rétorománština přijata jako čtvrtý úřední jazyk • Společenství národů uznává absolutní neutralitu Švýcarska                                                                                             |
|                      | 1940      | mobilizace k obraně hranic |
|                      | 1946      | navázány diplomatické styky se SSSR |
|                      | 1959      | v lidovém referendu mužů byl odmítnut návrh na udělení volebního práva ženám |
|                      | 1969      | Švýcarsko podepisuje dohodu o nešíření jaderných zbraní |
|                      | 1971      | udělení volebního práva ženám na spolkové úrovni |
|                      | 1972      | Švýcarsko přistupuje na dohodu s EHS |
|                      | 1973      | vstup dohody s EHS v platnost |
|                      | 1985      | setkání M. S. Gorbačova s R. Reaganem v Ženevě |
|                      | 1992      | Švýcaři v referendu odmítli vstup do EHP (Evropského hospodářského prostoru) |
|                      | 2008      | Švýcarsko vstupuje do Schengenského prostoru |

## Kantony podle vstupu do spolku
- 1291 –  Uri,  Schwyz, Unterwalden (nyní rozdělen mezi  Obwalden a  Nidwalden)
- 1332 –  Lucern
- 1351 –  Curych
- 1352 –  Glarus,  Zug
- 1353 –  Bern
- 1481 –  Fribourg,  Solothurn
- 1501 –  Basilej (město),  Basilej (venkov),  Schaffhausen
- 1513 –  Appenzell Ausserrhoden,  Appenzell Innerrhoden
- 1803 –  St. Gallen,  Graubünden,  Aargau,  Thurgau,  Ticino,  Vaud
- 1815 –  Valais,  Neuchâtel,  Ženeva
- 1979 –  Jura (odtržením od Bernu)